# Бой при Дос-Риос
Бой при Дос-Риос (исп. Batalla de Dos Ríos) — один из первых боёв во время войны за независимость Кубы. Во время боя погиб лидер повстанцев Хосе Марти. 
Высадившись на Кубу в ночь на 11 апреля 1895 года, Хосе Марти и Максимо Гомес, главнокомандующий Освободительной армией, прошли маршем через горы восточного района острова, пока не встретились с кубинскими повстанцами и уже с эскортом они продвинулись на запад с целью организовать силы мамбисес и достичь Камагуэя, в центральной части страны, для создания революционного правительства. Эта цель была утверждена 5 мая 1895 года во время встречи на ферме Ла-Мехорана с Антонио Масео, принявшим на себя командование войсками на востоке острова.
Спустившись из гор и двигаясь с 9 мая по равнинному району долины реки Кауто, Марти и его спутники достигли района, где сливаются реки Дос-Риос и Контрамаэстре. В течение нескольких дней они оставались лагерем в тех местах, потому что непрекращающийся дождь затруднял марш по раскисшим дорогам, а также потому, что Марти и Гомес планировали встретиться с генералом Бартоломе Масо Маркесом, лидером патриотов Мансанильо.
17 мая 1895 года Максимо Гомес с небольшим кавалерийским отрядом покинул Дос-Риос в поисках испанской колонны, которая из Баямо и Байре под командованием полковника Хосе Хименеса де Сандоваля продвигалась по королевской дороге. Его целью было дать ей бой и захватить часть её припасов. Марти остался в лагере, ожидая Масо Маркеса.
18 мая Бартоломе Масо прибыл с примерно тремя сотнями всадников, и в ту же ночь он отправился в лагерь в Вуэльта-Гранде, недалеко от реки Контрамаэстре, где Марти встретил его на рассвете 19 мая. Гомес прибыл в лагерь около одиннадцати утра.
На другом берегу реки Контрамаэстре испанская колонна численностью около шестисот человек продвигалась к Дос-Риосу, ведомая крестьянином, которого Марти отправил за покупками, и тот был захвачен противником. Около полудня эти силы остановились на обед, в то время как в кубинском лагере провели военный смотр.
Кубинская конная охрана столкнулась с испанским аванпостом, и они обменялись первыми выстрелами, после чего вернулись, чтобы уведомить лагерь. Получив информацию, Гомес решил атаковать испанцев. Отряд поскакал к Контрамаэстре и нашел проход в районе Дос-Риос. Гомес приказал, чтобы Марти оставался в тылу с Масо. Кавалерия мамбисес атаковала авангард противника с мачете в руках и рассеяла его, но, столкнувшись с основной колонной, перестроившейся в каре, не смогла приблизиться и была отогнана точным и шквальным огнем. Гомес решил предпринять вторую попытку. Марти, решивший поучаствовать в атаке, вскочил на коня, с револьвером в руке бросился справа от основных сил патриотов, и был поражён пятью выстрелами. Из-за порохового дыма и высокой травы невозможно было увидеть, что произошло, и когда Гомес был проинформирован и решил спасти Марти, испанцы уже вынесли его тело и отступали к Реманганагуасу. Хотя бой продолжался в течение примерно двух с половиной часов, потери с обеих сторон были небольшими.
После боя Хосе Марти похоронили испанские военные. В 1951 году тело Марти было эксгумировано и перезахоронено в городе Сантьяго-де-Куба..